# Cornelis Eliza Bertus Bremekamp
Cornelis Eliza Bertus Bremekamp (7 tháng 2 năm 1888 tại Dordrecht – 21 tháng 12 năm 1984) là một nhà thực vật học người Hà Lan.
Ông học tại Đại học Utrecht và nghiên cứu thực vật ở Indonesia và Nam Phi. Ở Nam Phi, ông hợp tác với nhà thực vật học người Đức Herold Georg Wilhelm Johannes Schweickerdt (1903–1977).
Từ năm 1924 đến năm 1931, ông là giáo sư tại Đại học Transvaal ở Pretoria, nơi ông tiến hành nghiên cứu về chi Pavetta. Trong khoảng thời gian này, ông đã thu thập thực vật từ phía bắc Transvaal, Rhodesia và Mozambique. Một phần sự nghiệp của ông được dành cho phòng tiêu bản ở Utrecht, nơi ông chuyên nghiên cứu về họ Thiến thảo Rubiaceae và họ Ô rô Acanthaceae.

## Các danh pháp khoa học đặt theo tên ông
1. Chi Bremekampia (họ Ô rô Acanthaceae)
2. Chi Batopedina (họ Thiến thảo Rubiaceae)
3. Loài Vepris bremekampii (họ Cửu lý hương Rutaceae)

## Công trình nghiên cứu
Các công trình nghiên cứu của Bremekamp được ghi nhận bởi WorldCat.org:
- (1912). Die rotierende Nutation und der Geotropismus der Windepflanzen.
- (1934) in Pulle, A. Rubiaceae / Flora of Surinam (Dutch Guyana). Vol. 4
- (1934). A monograph of the genus Pavetta. Fedde Repert. spec. nov. 37: 1—208.
- (1938) in Pulle, A. Acanthaceae / Flora of Surinam (Dutch Guyana). Vol. 4, pt. 2. p. 166—252.
- (1944). Materials for a monograph of the Strobilanthinae. Verh. Acad. Wet. afd. Natuurk. sect. 2. 41(1): 1—306.
- "A revision of the South African species of Pavetta", 1929
- Sciaphyllum, genus novum Acanthacearum, 1940
- "Materials for a monograph of the Strobilanthinae (Acanthaceae)", 1944
- "Notes on the Acanthaceae of Java", 1948
- "A preliminary survey of the Ruelliinae (Acanthaceae) of the Malay Archipelago and New Guinea", 1948
- "The African species of Oldenlandia L Sensu Hiern et K. Schumann", 1952
- "A revision of the Malaysian Nelsonieae (Scrophulariaceae)", 1955
- "The Thunbergia species of the Malesian area", 1955.
- "Remarks on the position, the delimitation and the subdivision of the Rubiaceae", 1966.